# Cervera
Cervera település Spanyolországban, Lleida tartományban. Cervera Tarroja de Segarra, Torrefeta i Florejacs, Sant Ramon, Les Oluges, Estaràs, Ribera d’Ondara, Montoliu de Segarra, Granyena de Segarra, Granyanella és Els Plans de Sió községekkel határos. Lakosainak száma 9533 fő (2024).

## Népesség
A település népessége az utóbbi években az alábbiak szerint változott:
| Lakosok száma | 2325 | 4592 | 5098 | 5652 | 6437 | 8564 | 9328 | 9039 | 9180 | 9533 |
|               | 1717 | 1887 | 1936 | 1960 | 1986 | 2004 | 2009 | 2014 | 2019 | 2024 |